# Americana (álbum de The Offspring)
Americana es el quinto álbum de estudio de la banda de punk The Offspring, lanzado el 17 de noviembre de 1998 por Columbia. Vendió 20 millones de copias, de las cuales 10 millones certificadas, convirtiéndose en uno de los álbumes de mayor éxito de la banda, gracias, en parte, al éxito de sencillos como "Pretty Fly (for a White Guy)" y "Why Don't You Get A Job?".
Americana obtuvo ocho discos de platino por parte de la CRIA, y cinco más en Estados Unidos (RIAA) y Australia (ARIA). Debutó en el puesto número dos del Billboard 200 y permaneció durante un período de 69 semanas en las listas de Estados Unidos y 35 en las de Canadá.[cita requerida] El álbum figura en el puesto número veinte en una lista de los 50 mejores álbumes de punk de todos los tiempos, elaborada por la revista británica Kerrang!.

## Grabación y éxitos
El disco fue grabado en Eldorado Recording Studio de Burbank, California, y producido por Dave Jerden, quien también produjo Ixnay on the Hombre.
Rápidamente, gracias al tremendo éxito que cosechó "Pretty Fly (for a White Guy)", el disco comenzó a escalar posiciones hasta llegar al número 2 del Billboard 200 vendiendo 200 000 copias en su primera semana. Poco después, lograría la certificación de disco de oro y platino. Desde su éxito con Smash, Offspring no había obtenido tanto éxito con un álbum, ya que Ixnay on the Hombre no cumplió con los objetivos si se compara con los espectaculares registros de Smash.
La anteriormente mencionada "Pretty Fly" y "Why Don't You Get A Job?" coparon los "top 10" de Estados Unidos, Reino Unido y Australia, logrando ser incluso número 1 en algunos de ellos, proporcionando al grupo una extensa gira mundial pasando por Australia y Japón e incluyendo la participación en el festival de Woodstock de 1999 y en el festival de Leeds.
La popularidad de la banda estaba en uno de sus puntos más álgidos, como demuestra su aparición en la película "El diablo metió la mano" (Idle Hands), comedia terrorífica juvenil interpretada por Devon Sawa y en la que la banda aparece en la recta final del film tocando "I Wanna Be Sedated" (cover de los Ramones) y "Beheaded", en la fiesta de fin de curso del instituto.

## Concepto

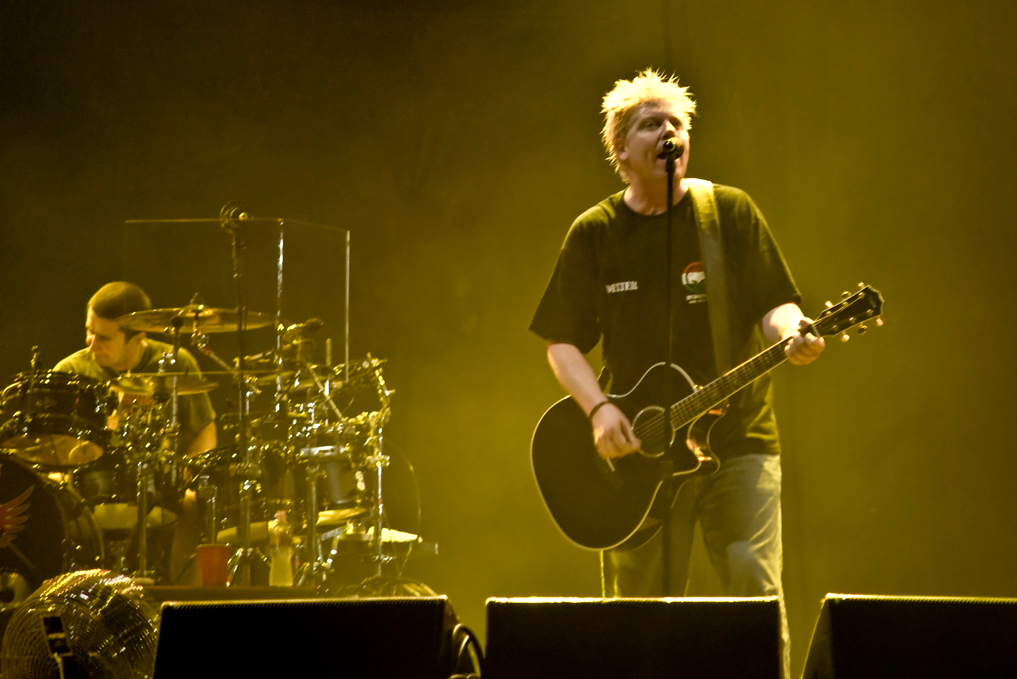
En esta producción, Holland criticó la cultura estadounidense.

El vocalista principal de la banda dijo que los temas no debían ser tomados como "un reproche", sino como una serie de "relatos cortos sobre el estado de las cosas que nos rodean". Holland también argumentó lo siguiente:

"Queremos exponer el lado oscuro de nuestra cultura. Aunque puede parecer que Estados Unidos es como un episodio de Días felices, en realidad se asemeja más a Twin Peaks." "La realidad es que los jóvenes no quieren ir a la universidad, porque saben que una vez culminen sus estudios, difícilmente podrán conseguir empleo".

## Giras
A raíz del éxito cosechado, la agrupación estuvo comprometida en diversas giras. La banda fue invitada al festival Woodstock 99, llevado a cabo del 22 al 25 de julio de 1999. El concierto fue realizado en Nueva York, Estados Unidos, en la base de la fuerza aérea. El viernes 23 de julio a las 7:35 de la noche, The Offspring interpretó su repertorio de canciones durante 1 hora. Otras bandas que participaron en el festival junto con The Offspring fueron Korn, Bush, Jamiroquai, entre otros. Ese mismo año fueron invitados al festival Reading and Leeds, un concierto realizado en la ciudad de Leeds, Inglaterra. Compartieron escenario junto con otras agrupaciones importantes como el caso de Blur y Red Hot Chili Peppers.

### Apariciones
Además de su participación en la película El diablo metió la mano, The Offspring fue elegida para grabar la banda sonora de la película The Faculty, una cinta de ciencia ficción dirigida por Robert Rodriguez; la canción incluida en este material discográfico fue «The Kids Aren't Alright». En 2002, rindieron tributo al grupo estadounidense de música punk Ramones, realizando la versión del tema «I Wanna Be Sedated».
El 1 de junio de 1999, el grupo publicó un libro llamado Americana.

## Sencillos
«Pretty Fly (for a White Guy)» fue el primer sencillo de Americana, con veintidós millones de descargas digitales tras diez semanas desde su lanzamiento. Fue certificado disco de plata en Francia y Reino Unido, disco de oro en Alemania, Austria y Países Bajos, también logró dos certificaciones con disco de platino en Noruega, tres en Suecia y cuatro en Australia por parte de la ARIA.
«Why Don't You Get A Job?», el segundo sencillo ocupó los primeros puestos en las listas de Australia, Países Bajos, Suecia, Noruega, Nueva Zelanda y Estados Unidos, además de alcanzar el disco de oro en Suecia y doble platino en Canadá.
Los dos últimos sencillos fueron «The Kids Aren't Alright» y «She's Got Issues». El primero alcanzó la sexta posición en la lista de Modern Rock Tracks de la revista Billboard y la undécima en el Reino Unido. El segundo ocupó la posición número once en el conteo de Modern Rock Tracks y la diecinueve en Mainstream Rock Tracks.

## Crítica y recepción
Mitchell Gallucci del portal Allmusic comentó sobre el disco que «si bien los objetivos de la banda parecen un poco simples y predecibles, la música lo es raramente». Afirmó además que «la fusión de salsa y rock alternativo suena natural» y dio al álbum una calificación de tres estrellas sobre cinco. Pedro B. de Sputnikmusic comentó que «este es uno de esos discos que son perfectos para enseñar a los niños el A-B-C del rock» y le dio un puntaje de cuatro sobre cinco. Greg Kot de rolling Stone mencionó que «esto no sería gasolina para los que viven el punk en el centro del mosh, pero aquellos que valoran el pop por su alegre novedad de estrellarse contra las ventanas encontrarán algo que ponerse encima» y le otorgó un puntaje de 3 estrellas sobre 5. Dan Snierson de Entertainment Weekly comentó que «en su quinto álbum, [The Offspring] suena volátil como siempre» y mencionó que el álbum «es un pastel de manzana sobre tu rostro», además, le otorgó una calificación de A+. Stephen Thompson de The A.V. Club comentó sobre el álbum que «es un desperdicio vergonzoso de alguna portada linda de Frank Kozik. Compra el póster en su lugar». Según la revista Kerrang!, Americana está considerado como uno de los 50 mejores álbumes de punk.

## Lista de canciones
Todas las canciones fueron compuestas por Dexter Holland, excepto en donde se anote.
| Americana |                                                          |                                                                                        |          |  |
| N.º       | Título                                                   | Música                                                                                 | Duración |  |
| 1.        | «Welcome»                                                | Offspring                                                                              | 0:09     |  |
| 2.        | «Have You Ever»                                          | Offspring                                                                              | 3:56     |  |
| 3.        | «Staring at the Sun»                                     | Offspring                                                                              | 2:13     |  |
| 4.        | «Pretty Fly (for a White Guy)»                           | Offspring                                                                              | 3:08     |  |
| 5.        | «The Kids Aren't Alright»                                | Offspring                                                                              | 3:00     |  |
| 6.        | «Feelings (Parodia/cover de Morris Albert, single 1975)» | Morris Albert y Louis Felix-Marie Gaste, parodia musical por Dexter Holland, Offspring | 2:51     |  |
| 7.        | «She's Got Issues»                                       | Offspring                                                                              | 3:48     |  |
| 8.        | «Walla Walla»                                            | Offspring                                                                              | 2:57     |  |
| 9.        | «The End of the Line»                                    | Offspring                                                                              | 3:02     |  |
| 10.       | «No Brakes»                                              | Offspring                                                                              | 2:04     |  |
| 11.       | «Why Don't You Get A Job?»                               | Offspring                                                                              | 2:52     |  |
| 12.       | «Americana»                                              | Offspring                                                                              | 3:15     |  |
| 13.       | «Pay the Man»                                            | Offspring                                                                              | 8:06     |  |
| 40:69     |                                                          |                                                                                        |          |  |

## Posiciones en lista
| Año  | Lista               | Posición |
| ---- | ------------------- | -------- |
| 1999 | Billboard 200       | 2        |
| 1999 | Top Canadian Albums | 3        |

| Año  | Lista | Posición |
| ---- | ----- | -------- |
| 1999 | ARIA  | 1        |

| Año  | Sencillo                       | Lista                  | Posición |
| ---- | ------------------------------ | ---------------------- | -------- |
| 1998 | "Pretty Fly (for a White Guy)" | Modern Rock Tracks     | 3        |
| 1999 | "Pretty Fly (for a White Guy)" | Billboard Hot 100      | 53       |
| 1999 | "Why Don't You Get A Job?"     | The Billboard Hot 100  | 74       |
| 1999 | "Pretty Fly (for a White Guy)" | Mainstream Rock Tracks | 5        |
| 1999 | "Why Don't You Get A Job?"     | Mainstream Rock Tracks | 10       |
| 1999 | "She's Got Issues"             | Modern Rock Tracks     | 11       |
| 1999 | "The Kids Aren't Alright"      | Modern Rock Tracks     | 6        |
| 1999 | "The Kids Aren't Alright"      | Mainstream Rock Tracks | 11       |
| 1999 | "Why Don't You Get A Job?"     | Modern Rock Tracks     | 4        |
| 1999 | "Pretty Fly (for a White Guy)" | Rhythmic Top 40        | 31       |
| 1999 | "Pretty Fly (for a White Guy)" | Top 40 Mainstream      | 13       |
| 1999 | "Why Don't You Get A Job?"     | Top 40 Mainstream      | 21       |
| 1999 | "Pretty Fly (for a White Guy)" | Top 40 Tracks          | 36       |
| 1999 | "Pretty Fly (for a White Guy)" | Canadian Singles Chart | 18       |
| 1999 | "She's Got Issues"             | Mainstream Rock Tracks | 19       |
| 2000 | "She's Got Issues"             | Mainstream Rock Tracks | 19       |

| Año  | Sencillo                       | Lista | Posición |
| ---- | ------------------------------ | ----- | -------- |
| 1998 | "Pretty Fly (for a White Guy)" | ARIA  | 1        |
| 1999 | "Why Don't You Get a Job?"     | ARIA  | 2        |

## Créditos
Fornmación
- Dexter Holland - voz principal y coros
- Noodles - guitarras y coros
- Greg K - bajo y coros
- Ron Welty - batería y cencerros